# NGC 21
NGC 21 je galaksija u zviježđu Andromeda.

## Vanjske poveznice
- SEDS: NGC 0021